# مارجوری رامبئو
مارجوری رامبئو (انگلیسی: Marjorie Rambeau؛ ۱۵ ژوئیهٔ ۱۸۸۹ – ۶ ژوئیهٔ ۱۹۷۰) یک هنرپیشه اهل ایالات متحده آمریکا بود.

## فیلم‌شناسی
از فیلم‌ها یا برنامه‌های تلویزیونی که وی در آن نقش داشته است می‌توان به شوهر جنگاور، مین و بیل، در اکلاهمای سابق و فصل باران آمد اشاره کرد.